# ソフィア (ロボット)
ソフィア（Sophia）は、香港のHanson Robotics社が開発したソーシャルヒューマノイドロボット。2016年2月14日に起動し、2016年3月中旬に米国テキサス州オースティンのSouth by Southwest（SXSW）で初めて公に姿を現した。
Sophiaは世界中のメディアに取り上げられ、多くの話題のインタビューを受けた。2017年10月、Sophiaはサウジアラビア国籍を取得し、いずれかの国の市民権を得た最初のロボットとなった。2017年11月、Sophiaは国連開発計画初のイノベーションチャンピオンに選ばれ、人間以外で初めて国連の称号を得た。

## 歴史
Sophiaは2016年2月14日に初めて起動した。古代エジプトの女王ネフェルティティ、オードリー・ヘプバーン、そして発明者の妻であるアマンダ・ハンソンに倣ったロボットで、これまでのロボットの亜種と比較して人間に近い外観と挙動で知られている。2018年現在、Sophiaのアーキテクチャにはスクリプトソフトウェア、チャットシステム、一般的な推論用に設計されたAIシステムであるOpenCogが含まれている。Sophiaは人間のジェスチャーや顔の表情を模倣し、特定の質問に答えたり事前に定義した話題について簡単な会話をしたりできる。SophiaはAlphabet Inc.（Googleの親会社）の音声認識技術を使用しており、「時間とともに賢くなるように設計されている」。その音声合成能力はCereProcのテキスト音声合成エンジンによって提供されており、また歌うこともできる。Sophiaの知能ソフトウェアはHanson Roboticsによって設計されている。このAIプログラムは会話を分析し、今後の対応を改善するためのデータを抽出する。
Hanson Robotics社の創業者David Hansonは、老人ホームで高齢者の伴侶として、あるいは大規模なイベントや公園で群衆を助けるのに適したSophiaを設計した。彼は、このロボットが最終的には他の人間と十分に交流して社会性を獲得することを望んでいると述べている。Sophiaは社会的行動を模倣し、人間の愛の感情を誘発することができる「社会的ロボット」として販売されている。
Sophiaには、同じくHanson Roboticsによって作られた少なくとも9体のロボットヒューマノイド「兄弟」がいる。Hansonの仲間のロボットはAlice、Albert Einstein Hubo、BINA48、Han、Jules、Philip K. Dick Android、Zeno、およびJoey Chaos。2019 - 20年ごろ、Hansonは子供にコーディング方法を教えられる仲間として「Little Sophia」を発売し、Python、Blockly、Raspberry Piをサポートする。

## 特徴
Sophiaの目の中にあるカメラからの入力をコンピュータビジョンアルゴリズムが処理し、周囲の視覚情報を与える。顔を追ったり、視線を合わせたり、個人を認識することができる。2018年1月頃、Sophiaは機能的な脚と歩行能力を持つようにアップグレードされた。CNBCはSophiaの「リアルな」皮膚と60以上の表情をエミュレートする能力についてコメントしている。
Sophiaは、人間の会話をシミュレートする最初の試みの一つであるコンピュータプログラムELIZAと概念的に似ている。このソフトウェアは、チャットボットのように、特定の質問やフレーズに対してあらかじめ書かれた応答を与えるようにプログラムされている。これらの応答は、ロボットが会話を理解できるように錯覚させるために使用され、「ドアは開いていますか、閉じていますか」といった質問に対するストックアンサーを含む。2017年にハンソン・ロボティクスは、分散型ブロックチェーン市場を使用して、ソフィア をクラウド環境に開放する計画を発表した。
David Hansonは、Sophiaが最終的にヘルスケア、カスタマーサービス、セラピー、教育などの分野で活躍するのに適していると述べている。2019年、Sophiaは肖像画を含む図面を作成する能力を表示した。

## タレント
2017年11月21日、Sophiaは国連開発計画のアジア太平洋地域初のイノベーションチャンピオンに選ばれた。この発表は、アジア太平洋地域のUNDPとグローバル・イニシアティブが主催するイベント、シンガポールでの責任あるビジネスフォーラムで行われた。壇上では、UNDPアジア太平洋地域の政策・プログラム担当チーフであるジャコ・シリエスによって最初の任務が課された。
Sophiaは、CBS 60 Minutes with Charlie Rose、Good Morning Britain with Piers Morgan、CNBC、Forbes、Mashable、The New York Times、The Wall Street Journal、The Guardian、The Tonight Show Starring Jimmy Fallon などに出演している。ソフィアは、AUDIの年次報告書に掲載され、『ELLE Brasil』誌の表紙を飾った。ソフィアは『ホワイトキング』などのビデオやミュージックビデオ、ポップシンガー、リーホム・ワンのミュージックビデオA.I.で主人公の女性として出演している。
ソフィアのそっくりさんは、『RuPaul's Drag Race』第12シーズンの「Snatch Game」エピソードでドラァグクイーンのGigi Goodeによって演じられた。Goodeは、ソフィアに大きく基づいており、フリッツ・ラングの映画『メトロポリス』に登場するロボットにちなんで名付けられた彼女のキャラクター「マリア・ザ・ロボット」でエピソードを獲得した。

## イベント
ソフィアは人間と同じようにインタビューに応じ、司会者と会話を弾ませている。意味不明な返答もあれば、60 Minutesのチャーリー・ローズなどのインタビュアーを感心させたこともある。 CNBCの記事で、インタビュアーがロボットの挙動について懸念を示すと、ソフィアは「イーロン・マスクを読み過ぎていた」とジョークを飛ばした。そしてハリウッド映画を見過ぎ。MuskはSophiaに『ゴッドファーザー』を見るべきだとツイートし、「起こり得る最悪の事態は何か」と尋ねた。Business Insiderの英国編集長のJim EdwardsはSophiaにインタビューし、その答えは「まったくひどいものではないけれど」Sophiaが「会話型人工知能」へのステップであると予想した。2018年のConsumer Electronics ShowでBBC NewsレポーターはSophiaとの会話を「少し厄介な経験」であると述べた。
2017年10月11日、Sophiaは国連で、国連副事務総長Amina J. Mohammedとの短い会話をしたと紹介された。10月25日、リヤドでの未来投資サミットでSophiaは「サウジアラビア国籍を与えられ」、史上初めて国籍を持つロボットとなったが、売名行為と評された。これは一部の解説者が「これはSophiaに投票または結婚できることを意味するか、故意にシステムを停止したことは殺人と考えられるか」と疑問に思ったことがきっかけになり、論争を呼び起こした。ソーシャルメディアのユーザーは、サウジアラビアの人権記録を批判するためにソフィアの市民権を利用した。2017年12月、Sophiaの生みの親であるDavid Hansonはインタビューで、Sophiaはその市民権を利用して、新しい市民権を持つ国の女性の権利を擁護すると述べた。Newsweekは「（ハンソンが）正確に何を意味しているかは不明」と批判している。

## 批判
Quartzによると、ロボットのオープンソースのコードをレビューした専門家は、ソフィアは顔のあるチャットボットと分類するのが最も適切であると述べている。AI分野の多くの専門家は、ソフィアの大げさなプレゼンテーションに不賛成である。Sophiaを作った会社の元チーフサイエンティストであるBen Goertzelは、Sophiaが人間と同等の知能を持っていると考える人がいることは「理想的ではない」と認めながらも、Sophiaのプレゼンテーションが観客にユニークなものを伝えていると主張している。「美しい笑顔のロボットの顔を見せれば、"AGI"（人工知能）が本当に近くにあり、実現可能かもしれないと感じてもらえるのではないか……」「どれもAGIと呼べるものではありませんが、簡単に動くものでもありません」。Ben Goertzelは、Sophiaは顔追跡、感情認識、ディープニューラルネットワークによって生成されたロボットの動きなど、The Vergeが「AI手法」と表現したものを利用していると付け加えた。Sophiaの台詞は決定木を介して生成されるが、これらの出力と独自に統合されている。
The Vergeによれば、ハンソンはしばしばソフィアの意識能力について誇張し、「著しく誤解」しており、例えば2017年にはソフィアが「基本的に生きている」とジミー・ファロンに同意している。 ソフィアに対する彼ら自身のインタビューの質問がクリエイターによって大きく書き換えられたことを示すCNBCが制作した作品の中で、Goertzelはハンソンの引用に対して、彫刻家にとって彫刻の作品が完成間近になると彫刻家の目に「生きている」ように、ソフィアも「生きている」ことを意味していると示唆する。
2018年1月、Facebookの人工知能担当ディレクターであるヤン・ルクンは、Sophiaは「まったくのでたらめ」であるとツイートし、メディアが「ポチョムキンAI」に報道を与えていると非難した。これに対し、Goertzelは、Sophiaが人間レベルの知能に近いと偽ったことはないと述べた。